# Calophya miramariensis
Calophya miramariensis är en insektsart som beskrevs av Brown och Hodkinson 1988. Calophya miramariensis ingår i släktet Calophya och familjen Calophyidae.
Artens utbredningsområde är Panama. Inga underarter finns listade i Catalogue of Life.